# Herní notebook

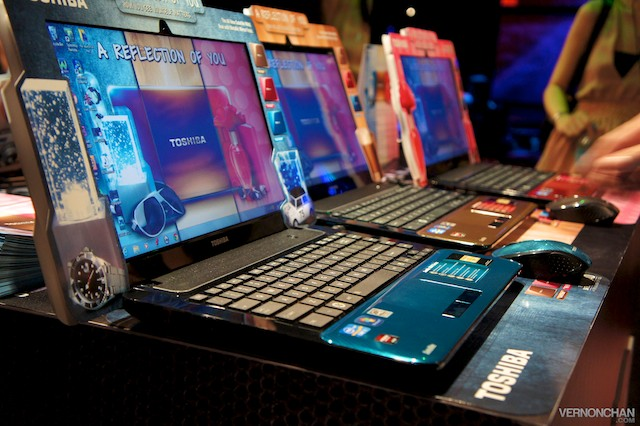
Herní notebooky

Herní notebook je notebook speciálně navržený pro hraní počítačových her. Měly by mít dobrou grafickou kartu a velmi výkonné procesory. Vzhledem k tomu, že jsou určeny primárně pro hry, jsou Hardwarové vlastnosti herních notebooků přizpůsobeny co nejlepšímu zážitku z nich. Nevýhodou těchto strojů je občas jejich nižší výdrž a vysoká cena.  Kvůli vyšší spotřebě bývá rozměrnější i napájecí adaptér.
Moderní hry jsou náročné na grafické karty, které navíc spotřebují víc energie a k standardnímu výkonu potřebují robustnější chladicí systém, než je tomu u běžných modelů. Proto bývají herní modely větší a tlustší a mohou vážit až kolem 4 až 5 kilogramů. Výrobci grafických karet pro herní zařízení jsou NVidia, AMD a Intel. Potřeby her výkonnostně splňují notebooky s rychlými procesory Dual nebo Quad Core a s velkou kapacitou po ukládání dat.
Velkým pokrokem byl v roce 2014 nástup mobilních grafických karet Nvidia GTX 900M, která nahradila předchozí sérii 800M. Díky tomu se notebooky staly konkurenceschopnější oproti běžným stolním herním počítačům.
Důležitou vlastností notebooků při hraní je rychlé a stabilní internetové připojení, které bezdrátově i v ethernetové síti umožňuje technologie Killer DoubleShot Pro.
Alternativou k herním notebookům je vývoj menších stolních herních počítačů, které by se přepravovaly snáze než běžně velká zařízení při zachování vysokých výkonů. Nejznámější počítače v malém provedení (anglicky Small Form Factor, zkráceně SFF) jsou Falcon Northwest FragBox, Razer Blade and Alienware X51.